# Lãnh chúa
Lãnh chúa là những người sở hữu những vùng đất lớn trong chế độ phong kiến ở Châu Âu và Châu Á.

## Trong các ngôn ngữ
Theo từ điển Oxford, từ nguyên của từ Lord có thể là từ tiếng Anh cổ hlāford, có nguồn gốc từ hlāfweard có nghĩa là "loaf-ward" hay "bread-keeper" ("người giữ bánh mì"), phản ánh truyền thống của người Giéc man: một người chủ sẽ cung cấp thức ăn cho những người đi theo.
Từ tiếng Pháp Mon Seigneur (với phiên bản hiện đại Monsieur) bắt nguồn trực tiếp từ chữ Latinh seniorem có nghĩa là "người lớn tuổi". Chữ La tinh này cũng là nguồn gốc của chữ tiếng Ý Signore, tiếng Tây Ban Nha Señor, và tiếng Bồ Đào Nha Senhor.

## Văn liệu
- Phan Ngọc Liên và đồng nghiệp, Lịch sử 7, Nhà xuất bản Giáo dục Việt Nam